# Либерия на юношеских Олимпийских играх
Либерия принимает участие в юношеских Олимпийских играх: в летних Играх — начиная с Игр 2010 года, в зимних Играх — на настоящее время не принимали участия ни разу.
Спортсмены Либерии на всех юношеских Олимпийских играх на настоящий момент не выиграли ни одной медали.

## Медальный зачёт

### Медали на летних юношеских Олимпийских играх
| Игры              | Участников     | Золото         | Серебро        | Бронза         | Всего          | Место          |
| 2010 Сингапур     | 5              | 0              | 0              | 0              | 0              | —              |
| 2014 Нанкин       | не участвовали | не участвовали | не участвовали | не участвовали | не участвовали | не участвовали |
| 2018 Буэнос-Айрес | 2              | 0              | 0              | 0              | 0              | —              |
| Всего             | Всего          | 0              | 0              | 0              | 0              | —              |